# Ophiactis asperula
Ophiactis asperula är en ormstjärneart som först beskrevs av Philippi 1858.  Ophiactis asperula ingår i släktet Ophiactis och familjen bandormstjärnor. Inga underarter finns listade i Catalogue of Life.